# Estado de Shen
Shen (em chinês: 申; romaniz.: Shen) foi um Estado do Período Chou (1046–256 a.C.). Foi crucial ao rei Xuan (r. 827/25–782 a.C.) restabelecer controle dos territórios orientais dos domínios de Chou. A filha de chefe se casou com You (r. 781–771 a.C.) e ao que parece o Estado se envolveu, quiçá chamou, os bárbaros quanrongues para atacar a capital real em 771 a.C., causando a morte de You e obrigando seu sucessor Ping (r. 770–720 a.C.) a transferir a sede real. Nos anos 680 a.C., Shen aparece como um Estado vassalo do Reino de Chu, mas parece que a antiga casa nobre do país foi mantida no poder.